# Small private online course (SPOC)
Un Curs Privat Petit En línia, en anglès Small private online course (SPOC) es refereix a una versió menor d'un MOOC (Curs En línia Obert Massiu) i el terme va ser encunyat pel professor Armando Fox al 2013. Aquesta modalitat de curs va ser utilitzada per estudiants de la Universitat de Califòrnia a Berkeley de manera local dins d'un MOOC de temàtica empresarial.

## Ús en aprenentatge
Els SPOCs poden donar suport a l'aprenentatge mixt i la classe inversa, ja que poden combinar tecnologia i recursos en línia amb compromís personal entre els professors i els estudiants. Els resultats de recerca recent indiquen la millora de l'aprenentatge i resultats acadèmics dels estudiants quan es fan servir aquestes metodologies.
A la primavera de 2013, edX i MITx van pilotar dues iniciatives d'aula inversa sobre 6.00x, Introducció a la Informàtica i Programant Bunker Hill i Mass Bay Community Colleges. El programa va ser finançat per Bill and Melinda Gates Foundation. Els estudiants es van matricular en els cursos pilots, van completar els mateixos exàmens que els que van fer els estudiants de MOOC, i van obtenir una nota mitjana superior a 10 punts respecte els seus parells de MOOC.
Quan un SPOC és implementat a una institució, en concert amb els estudiants, el professorat determina quines característiques i contingut seran utilitzats en el curs. Això pot incloure conferències en vídeo, avaluacions (amb retroalimentació immediata), laboratoris interactius (amb retroalimentació immediata) i fòrums de discussió utilitzats en MOOCs. Utilitzant tecnologia de MOOC permet que els professors organitzin el temps amb els estudiants de maneres diferents, com dedicar més temps de classe en elaborar un projecte en comptes de fer avaluacions o preparar la classe magistral. Els SPOCs han estat definits com la “generació pròxima de llibres de text,” per permetre als docents decidir com fer servir alguna o totes les parts dels curs SPOC. En un SPOC i en un MOOC mentre els estudiants accedeixen al contingut interactiu al seu ritme propi els professors van posant la seva pròpia escala de classificació. 
Les escoles i les universitats poden crear SPOCs tenint la llicència per accedir-hi. En l'últim cas, un SPOC podria donar al docent l'opció de presentar el material directament als estudiants perquè visualitzin el vídeo realitzat per un altre expert, en comptes d'assignar un article per llegir. La Universitat Harvard va anunciar la implementació de SPOCs en el seu currículum a finals de 2013. Diferents als MOOCs, els SPOCs han limitat la matrícula i sovint són utilitzats com a part d'un curs o assignatura.